# Harperia lateriflora
Harperia lateriflora là một loài thực vật có hoa trong họ Restionaceae. Loài này được W.Fitzg. mô tả khoa học đầu tiên năm 1904.